# Sauteria alpina
Sauteria alpina ist eine Lebermoos-Art aus der Familie Cleveaceae. Deutsche Namen sind Schwammlebermoos, Sautermoos, Alpen-Sautermoos, Sauters Lebermoos.

## Merkmale
Die zarten, hell- oder weißlichgrünen Thalli sind 3 bis 6 Millimeter breit und 1 bis 2 Zentimeter lang, einfach oder gegabelt. Die Ränder sind oft farblos, nie rötlich. Die Thallusoberseite ist gefeldert. Die Atemöffnungen sind von ein bis zwei Zellringen umgeben, deren Zellwände radial nicht oder kaum verdickt sind. Die kleinen weißen Bauchschuppen ragen nur an jungen Thallusspitzen etwas hervor. Die Pflanzen haben keinen Geruch.
Die Geschlechterverteilung ist autözisch. Die Antheridienstände befinden sich dorsal entlang der Thallusmitte. Die Träger der Archegonienstände entspringen den Thallusspitzen und sind bis 1 Zentimeter hoch. Das Köpfchen (Carpocephalum) mit den Sporenkapseln ist 3- bis 5-lappig. Reife Sporen haben eine Größe von 60 bis 70 Mikrometer und sind mit groben, halbkugeligen Papillen besetzt.

## Standortansprüche
Die Art besiedelt Humus, Feinerde, dünne Erdauflagen über Kalk oder kalkhaltigen Gesteinsrohboden mit basischem bis schwach saurem Substrat. Die Wuchsorte sind meist an geschützten Stellen, Höhlungen, Felsspalten, Feldbändern, Schneeböden, Gebirgsrasen, sind meist nordexponiert, halbschattig bis schattig und frisch bis feucht.

## Verbreitung
Sauteria alpina kommt in den Kalkgebieten der Alpen in montanen bis subnivalen Höhenlagen verbreitet bis zerstreut oder selten vor. 
Neben den alpinen Vorkommen gibt es solche im Jura, in den Karpaten, in Skandinavien, Teilen Asiens, in Nordamerika und in der Arktis.